# 堀田拓司
堀田 拓司（ほった たくじ）は日本のゲームクリエイター。任天堂業務本部所属。
当初はゲームデザイナーとして活動していたが、業務本部へ異動した後は監修や進行管理を担当する。

## 作品
- スターフォックス64：コースデザイン
- ゼルダの伝説 ふしぎの木の実：監修
- マリオ&ルイージRPG：製作マネージメント
  - マリオ&ルイージRPG2：製作マネージメント
- Wii Sports：デバッグ
- はじめてのWii：デバッグ
- FOREVER BLUE：デバッグ